# Lancia Gamma

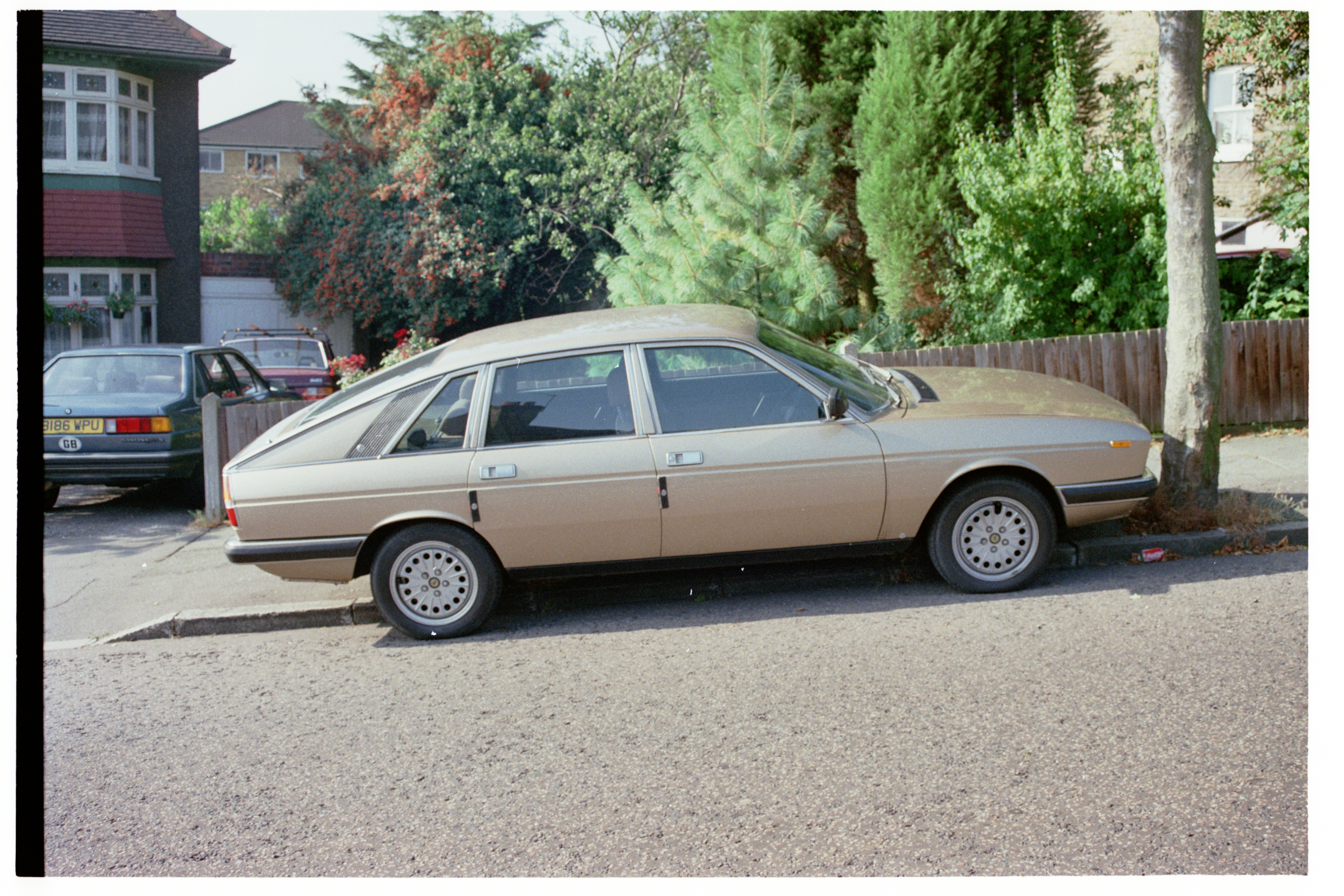
Besonderes Merkmal des Gamma Berlina: Die breite D-Säule

Der Gamma war ein vom Turiner Automobilhersteller Lancia vertriebenes Fahrzeug der oberen Mittelklasse, das zwischen März 1976 und August 1984 als Schräghecklimousine (Berlina) und Coupé in nur geringen Stückzahlen gefertigt wurde.
Die Präsentation des Typs erfolgte auf dem Genfer Salon 1976; die ersten Modelle wurden jedoch erst Anfang 1977 ausgeliefert.
Der Gamma war Lancias letzte Baureihe, die nahezu keine Bauteile des italienischen Großserienherstellers Fiat verwendete. Die technisch eigenwilligen Fahrzeuge fanden nur geringe Verbreitung, denn sie erwarben sich frühzeitig den Ruf konstruktionsbedingter Unzuverlässigkeit, was vor allem auf die frühen Vergaser-Versionen zutraf.
Ab 2026 möchte Stellantis in Melfi den neuen Gamma bauen.

## Entwicklungsgeschichte
Die Entwicklung des Gamma begann im Herbst 1970, ein Jahr nachdem Lancia mehrheitlich von Fiat übernommen worden war. Markenintern war das Modell unmittelbar als Ersatz des Flavia bzw. des Lancia 2000 gedacht; Lancia sah es allerdings auch in der Tradition des 1967 eingestellten Flaminia, der eine Klasse höher – in der Oberklasse – positioniert gewesen war.
Bezogen auf den Mutterkonzern Fiat war der Gamma zugleich als indirekter Nachfolger des Fiat 130 zu sehen. Seit 1969 hatte Fiat versucht, in der oberen Mittelklasse mit einem eigenen Modell – dem 130 – präsent zu sein. Lancia hingegen hatte zu dieser Zeit kein eigenes Modell in der Hubraumklasse über 2,0 Liter im Angebot.
Bereits 1970 zeichnete sich ab, dass der Fiat 130 ungeachtet seiner Qualitäten von den Käufern nicht akzeptiert wurde. Das lag zu einem großen Teil an dem Markennamen, der in erster Linie mit preiswerten Großserienfahrzeugen kleinerer Klassen assoziiert wurde. Fiat entschied sich daher dafür, die eigene Marke aus der oberen Mittelklasse zurückzuziehen und diese Klasse künftig allein durch die renommierte Marke Lancia zu bedienen. Dementsprechend endete die Produktion des Fiat 130 nahezu gleichzeitig mit der Vorstellung des Lancia Gamma.
Nach der ursprünglichen Konzeption sollte der neue große Lancia zusammen mit Citroën entwickelt werden. Lancias Mutterkonzern Fiat hatte 1968 ein Kooperationsabkommen mit dem französischen Automobilhersteller geschlossen, das unter anderem die gemeinsame Entwicklung technischer Komponenten vorsah.
Die Zusammenarbeit mit Citroën dauerte bis 1972. In dieser Zeit entwickelten Lancia und das französische Unternehmen eine Reihe von Komponenten, die der neue große Lancia und der Nachfolger des Citroën DS – der CX – gleichermaßen verwenden sollten. Von Citroën etwa kam die hydropneumatische Federung der Hinterräder; auch einige Teile der Bodengruppe sollten austauschbar sein. In den ersten Jahren entstanden mehrere Prototypen des Gamma, die mit Citroëns Hydropneumatik ausgestattet waren. 1972 endete die Kooperation beider Unternehmen nach einer Intervention der französischen Regierung.
Nach der Trennung von Citroën musste Lancias Entwicklungsabteilung, die von Sergio Camuffo geleitet wurde, in weiten Teilen neu beginnen. Die Citroën-Komponenten mussten durch eigene Konstruktionen ausgetauscht werden. Auch wenn Lancia dabei zumeist auf Teile zurückgriff, die bereits im kurz zuvor präsentierten Mittelklasse-Modell Beta verwendet wurden, führte die Trennung von Citroën doch zu einer Verzögerung der Entwicklung um nahezu zwei Jahre.
Das grundlegende Konzept, das bereits in der Phase der italienisch-französischen Kooperation entwickelt worden war, änderten die Lancia-Techniker allerdings nicht mehr: Der neue große Lancia wurde eine viertürige Fließhecklimousine mit langem vorderem Überhang, kleiner Kofferraumklappe und drei Seitenscheiben. Insoweit hatte der Lancia Gamma deutliche konzeptionelle Ähnlichkeit zum späteren Citroën CX. Auch andere Konstruktionsmerkmale waren dem CX ähnlich.
Anders als Citroën stellte Lancia seiner Limousine von Anfang an ein Coupé mit eigenständiger Karosserie zur Seite, das die technischen Merkmale der Berlina gemeinsam hatte.
Die Limousine und das Coupé wurden im März 1976 auf dem 46. Genfer Auto-Salon vorgestellt. Während die Limousine kurz nach der Präsentation bei den Händlern stand, wurde das Coupé erst ab März 1977 ausgeliefert.

## Antriebstechnik
Der Gamma hatte Frontantrieb wie Flavia und 2000, die Flaminia hatte Hinterradantrieb in Transaxlebauweise gehabt. Diese Auslegung war in den 1970er-Jahren in der automobilen Oberklasse selten, Frontantrieb gab es nur bei Citroën und General Motors. Auf dem nordamerikanischen Markt versuchte GM mit den Modellen Cadillac Eldorado und Oldsmobile Toronado seit 1965, den Frontantrieb in der Oberklasse zu etablieren.
Zunächst wollte Lancia das neue Modell mit einem Sechszylinder-V-Motor ausstatten. Abarth hatte hierzu einen Prototyp konstruiert. Letztlich nahmen die Ingenieure davon allerdings Abstand, weil der Motor zu groß ausgefallen war und einen langen vorderen Überhang erfordert hätte.
Stattdessen erhielt der Gamma einen Boxermotor mit einem für Vierzylinder-Ottomotoren großen Hubraum von 2484 cm3. Die Konstruktion basierte in ihren Grundzügen auf dem Triebwerk der Flavia, war aber in weiten Teilen neu konstruiert oder zumindest stark überarbeitet worden. Anders als der Boxermotor des Flavia, mit zwei untenliegenden Nockenwellen, hatte der Motor des Gamma zwei obenliegende Nockenwellen mit Zahnriemenantrieb. Die rechte Nockenwelle trieb auch den Zündverteiler an, die linke die Servopumpe. Der Motorblock mit nassen Laufbuchsen und die Zylinderköpfe waren aus Aluminium gefertigt. Die Stärken dieser Konstruktion waren ihre Kompaktheit, das geringe Gewicht von 135 kg beim 2,5-l-Motor, der tiefe Schwerpunkt und der Frontantrieb, was sehr gute Fahreigenschaften zur Folge hatte. Der Motor war vor der Vorderachse in einem Hilfsrahmen angeordnet. Grundsätzlich bot der kurzhubige Motor eine gelungene Charakteristik, die bezogen auf Elastizität und Laufruhe einem Sechszylinder nahekam. Über einen breiten Drehzahlbereich von 2000 bis 4700/min stand ein Drehmoment von mindestens 200 Nm zur Verfügung, wobei das Maximum von 208 Nm bei 3000/min erreicht wurde. Gleichzeitig war der Motor aber auch drehfreudig.
Der Motor war jedoch technisch unausgereift und hatte einige schwere konstruktive Mängel. So waren die Sitze der nassen Zylinderlaufbuchsen (Grauguss) zu weich, sodass die Laufbuchsen in den Block einsanken, wodurch wiederum die Spannung auf der Zylinderkopfdichtung nachließ, sich Öl und Kühlwasser vermischten, Wasserverlust auftrat und die Motoren überhitzten. Die Nockenwellen hatten keinen statischen Schmierölvorrat, so dass sie nach dem Anlassen bis zum Einsetzen einer Ölversorgung im Zylinderkopf an ihren Reibflächen zu den Kipphebeln trocken liefen, wodurch ein sehr hoher Verschleiß an diesen Stellen eintrat.
Die Servopumpe wurde über einen Keilriemen von einer der Nockenwellen angetrieben. Dies führte dazu, dass bei vollem Einschlag der Lenkung und den dadurch entstehenden hohen Gegendruck in der Hydraulikanlage und die entsprechende Last auf der Servopumpe der Zahnriemen dieser Nockenwelle übersprang und schwere Schäden im Motor entstanden. Insgesamt erreichten nur wenige Motoren eine Laufleistung von 100.000 Kilometern.
Mit der Modellpflege im Frühjahr 1980 erhielt die 2,5-Liter-Version des Boxermotors anstelle der bisher verwendeten Weber-Vergaser eine Benzineinspritzung vom Typ LE-Jetronic von Bosch. Die Motorleistung erhöhte sich dadurch nicht; allerdings verbesserte sich die Fahrbarkeit des Motors und der Benzinverbrauch sank. Zudem waren die Motoren deutlich zuverlässiger, was auch den besseren Materialien bei den Nockenwellen zuzuschreiben war.
Für den italienischen Markt war eine 2,0 Liter große Version des Motors vorgesehen, der 88 kW (120 PS) leistete; europäische Exportmärkte erhielten dagegen eine Ausführung mit 2,5 Litern Hubraum und 103 kW (140 PS). Der Motor war längs eingebaut und serienmäßig mit einem manuell zu schaltenden Fünfganggetriebe verbunden, wahlweise war auch eine Dreigang-Automatik erhältlich, die von dem britischen Zulieferer Automotive Products (AP) bezogen wurde.

## Gamma Berlina
Die Fließheckkarosserie der Gamma Limousine war von Pininfarina entworfen worden; ausführender Designer war Leonardo Fioravanti.
Sein Entwurf war die Weiterentwicklung einer Studie, die Pininfarina 1967 für den britischen Automobilhersteller British Motor Corporation (BMC) entwickelt hatte. Das 1967 in Turin als BMC 1800 Berlinetta Aerodinamica vorgestellte Auto hatte bereits eine Fließheckkarosserie mit stark verglaster Fahrgastzelle und trug ein Grundlayout, das sich später (deutlicher als beim Lancia Gamma) auch in dem von Robert Opron gestalteten Citroën CX wiederfand.
Die Schrägheckform der Gamma Limousine ermöglichte einen geringen Luftwiderstand (Cw=0,37 mit einer Stirnfläche von A=1,9 m²). Die Proportionen aber waren ungewöhnlich. Die hinteren Seitenscheiben fielen sehr schmal aus, dafür waren die D-Säulen umso breiter. Auch die dreieckigen Heckleuchten waren für die damalige Zeit außergewöhnlich.
Für das Interieur des Gamma war Pierro Stroppa zuständig, der unter anderem auch den Innenraum des Lamborghini Miura entworfen hatte. Stroppa arbeitete am Armaturenbrett und an den Seitenverkleidungen mit großflächigen Kunststoffteilen; die Farben waren auffällig und kontrastreich gesetzt.
Zum serienmäßigen Lieferumfang gehörte ein elektrisch verstellbarer Außenspiegel, ein höhenverstellbares Lenkrad und automatisch regulierende Scheinwerfer.
Anfang 1980 fand ein größeres Facelift statt, erkennbar besonders an einer veränderten Frontpartie und neuen Leichtmetallfelgen. So entfiel der in den Kühlergrill eingesetzte Chromrahmen mit weiterführenden Sicken in der Motorhaube und wurde durch einen breiteren Kühlergrill ersetzt, der den gesamten Raum zwischen den Scheinwerfern in Anspruch nahm. Auch das Interieur wurde überarbeitet. Anstelle der auffälligen Farben der ersten Serie waren nun zurückhaltende Töne verfügbar; eine Lederausstattung konnte auf Wunsch geliefert werden.
Auch war die Rostvorsorge von nun an erheblich besser. Der wirtschaftliche Misserfolg konnte durch diese Verbesserungen und Aufwertungen jedoch nicht mehr abgewendet werden.

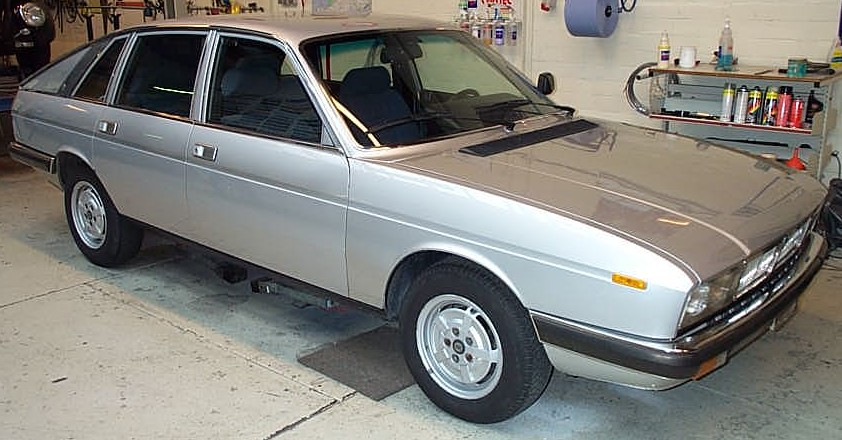
Lancia Gamma Berlina (1976–1980)
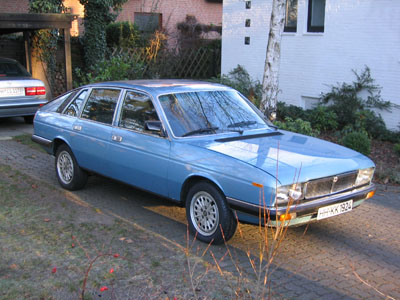
Gamma Berlina FL (1980–1984)
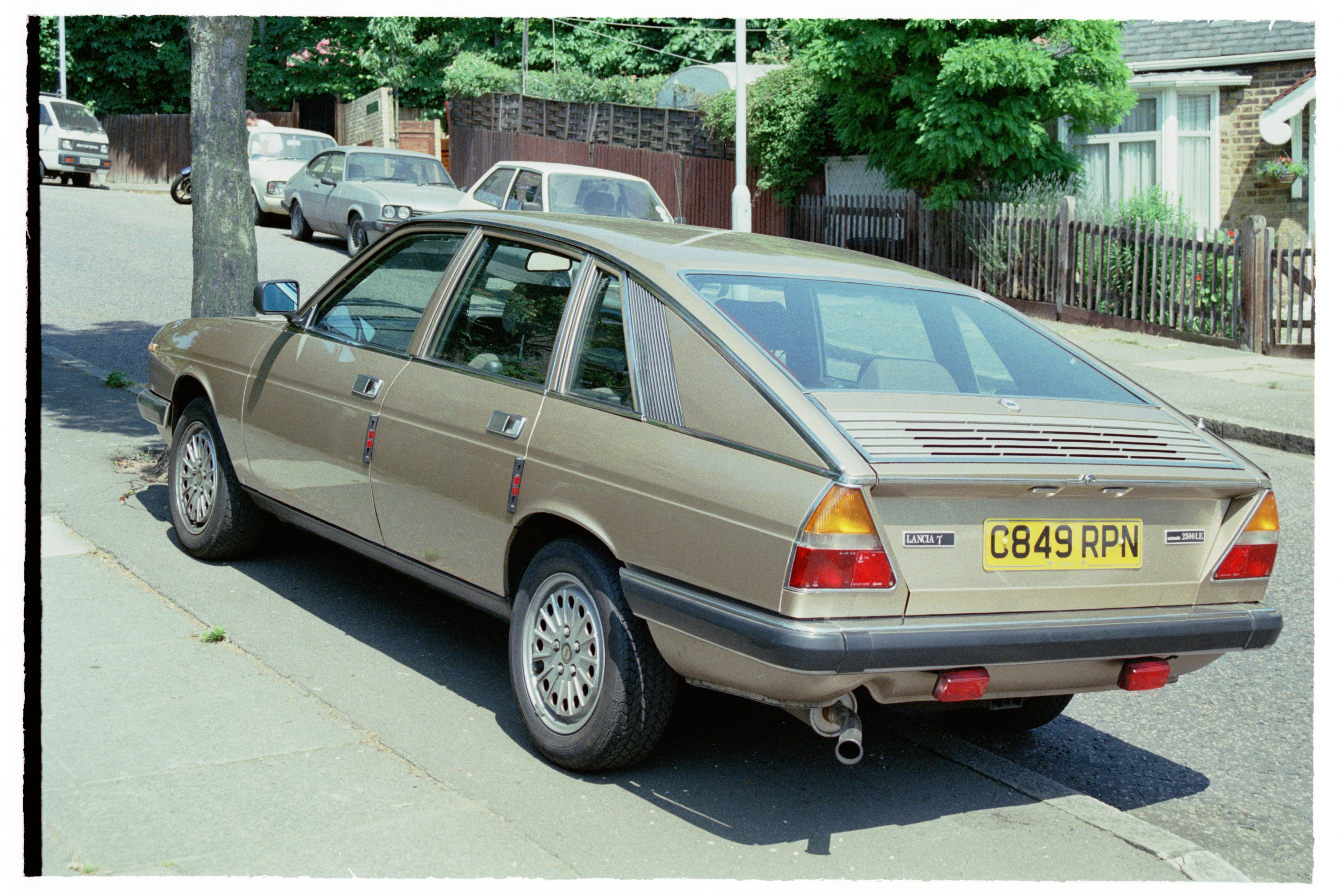
Heckansicht Gamma Berlina FL

## Gamma Coupé
Die Antriebstechnik der Gamma Limousine wurde unverändert für das im März 1977 eingeführte Gamma Coupé verwendet, das parallel zur Limousine vorgestellt wurde.
Während das Design der Limousine ganz überwiegend kritisch gewürdigt wird, gilt das stilistisch eigenständige Gamma Coupé als eines der schönsten Fahrzeuge der 1970er-Jahre. Wiederum eine Pininfarina-Schöpfung, war es das Werk von Aldo Brovarone, als dessen bester Entwurf es gilt. Doch nicht nur der Entwurf kam von Pininfarina – auch die Serienproduktion der Fahrzeuge erfolgte dort. Als Lancias Spitzenmodell stand das Gamma Coupé in der Tradition des Fiat 130 Coupé, dessen Produktion gegen Ende 1977 eingestellt wurde. Das generelle Layout des Coupés wies außerdem Ähnlichkeiten zum Ferrari 365 GT4 2+2 auf.
Brovarone entwarf einen klassischen Stufenheck-Aufbau, der streng der Trapezlinie folgte, die Pininfarina zwei Jahrzehnte zuvor u. a. mit dem Lancia Flaminia Coupé etabliert hatte. Besonderes Merkmal war eine breite seitliche Sicke an den Fahrzeugflanken, in die ein dunkler Akzentstreifen aus Kunststoff eingelassen war. Einige Details waren anders als bei seinem indirekten Vorgänger, dem Fiat 130 Coupé, verspielt. Dazu gehörte eine mehrfach angewinkelte Oberkante des Kofferraumdeckels sowie ein kleiner Absatz an der Stelle, an der die C-Säule in das Fahrzeugdach überging. Das letztgenannte Merkmal fand sich auch bei dem zeitgleich vorgestellten Maserati Kyalami, der von Pietro Frua entworfen worden war.
Eine Besonderheit im Innenraum waren die Rücklehnen der Vordersitze: Sie ließen sich – angeblich aus Sicherheitsgründen – nur dann nach vorne klappen, wenn die Fahrer- oder Beifahrertür vollständig geöffnet war.
Die Antriebstechnik übernahm das Gamma Coupé unverändert von der Limousine. Einziger Unterschied war die um 115 mm verkürzte Bodengruppe. Im Gamma Coupé waren beide Motorversionen erhältlich.
Das Coupé machte auch die Umstellung der 2,5-Liter-Version von Vergasern auf eine Einspritzanlage im Zuge der Überarbeitung im Frühjahr 1980 mit.

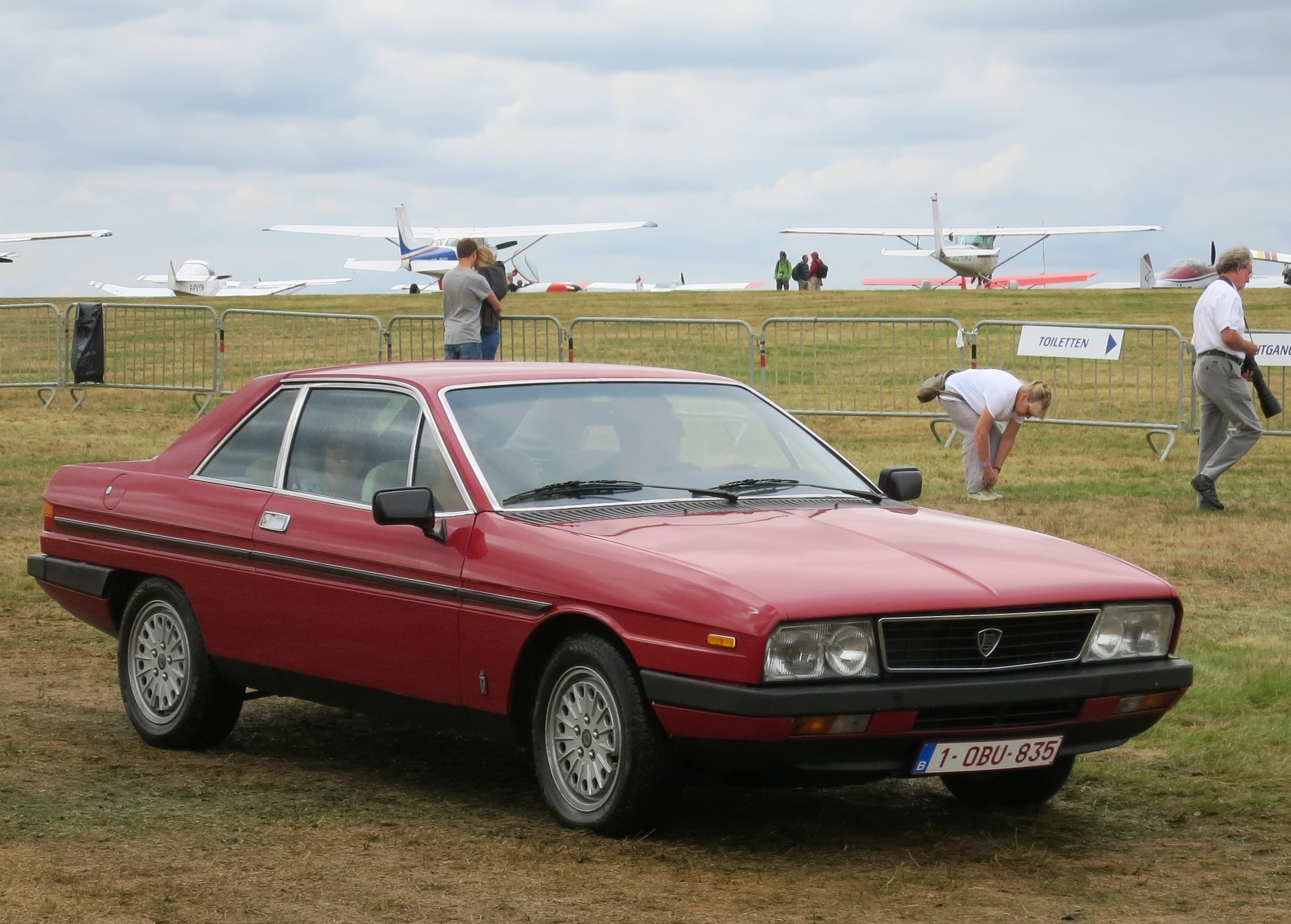
Lancia Gamma Coupé (1977–1980)
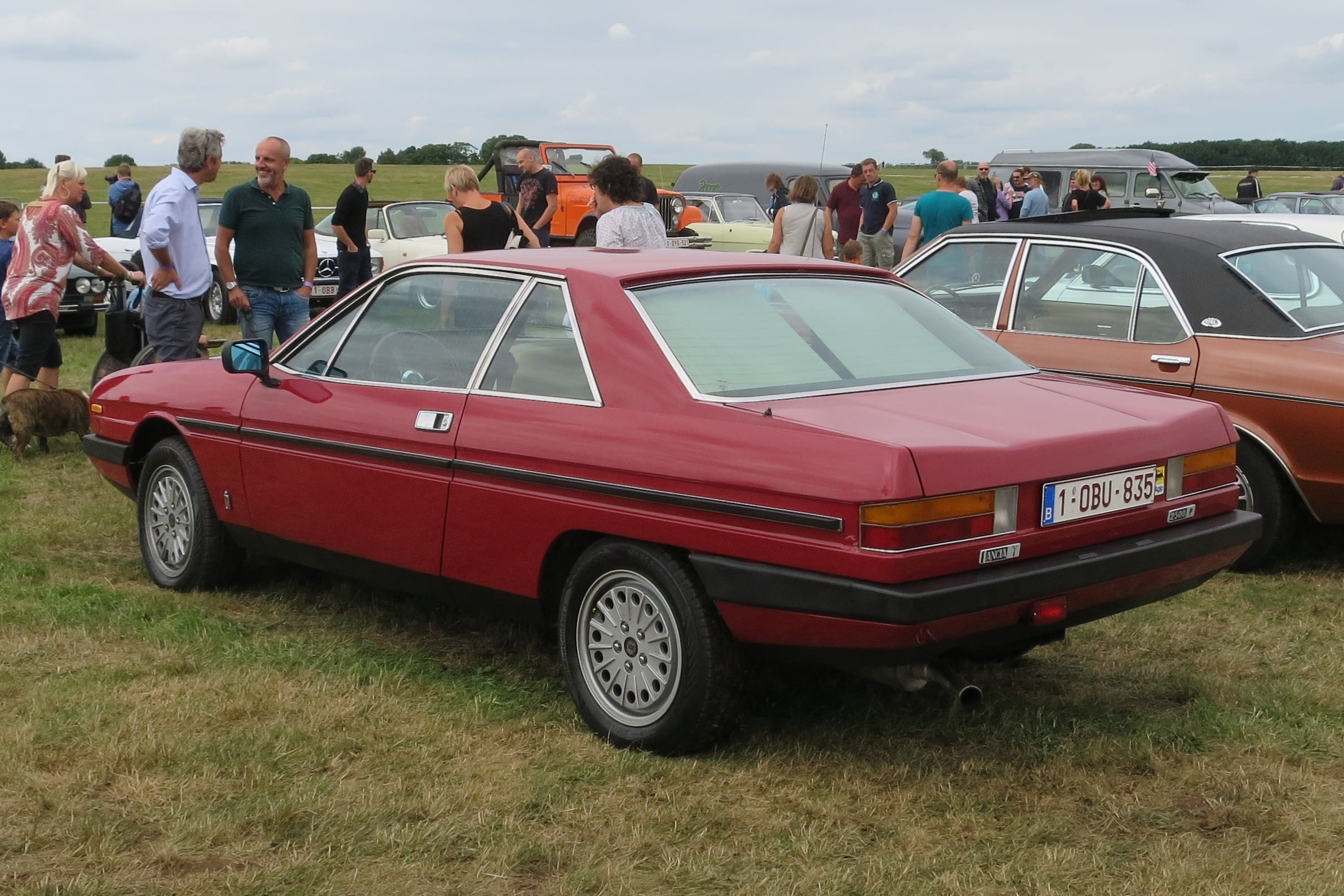
Heckansicht
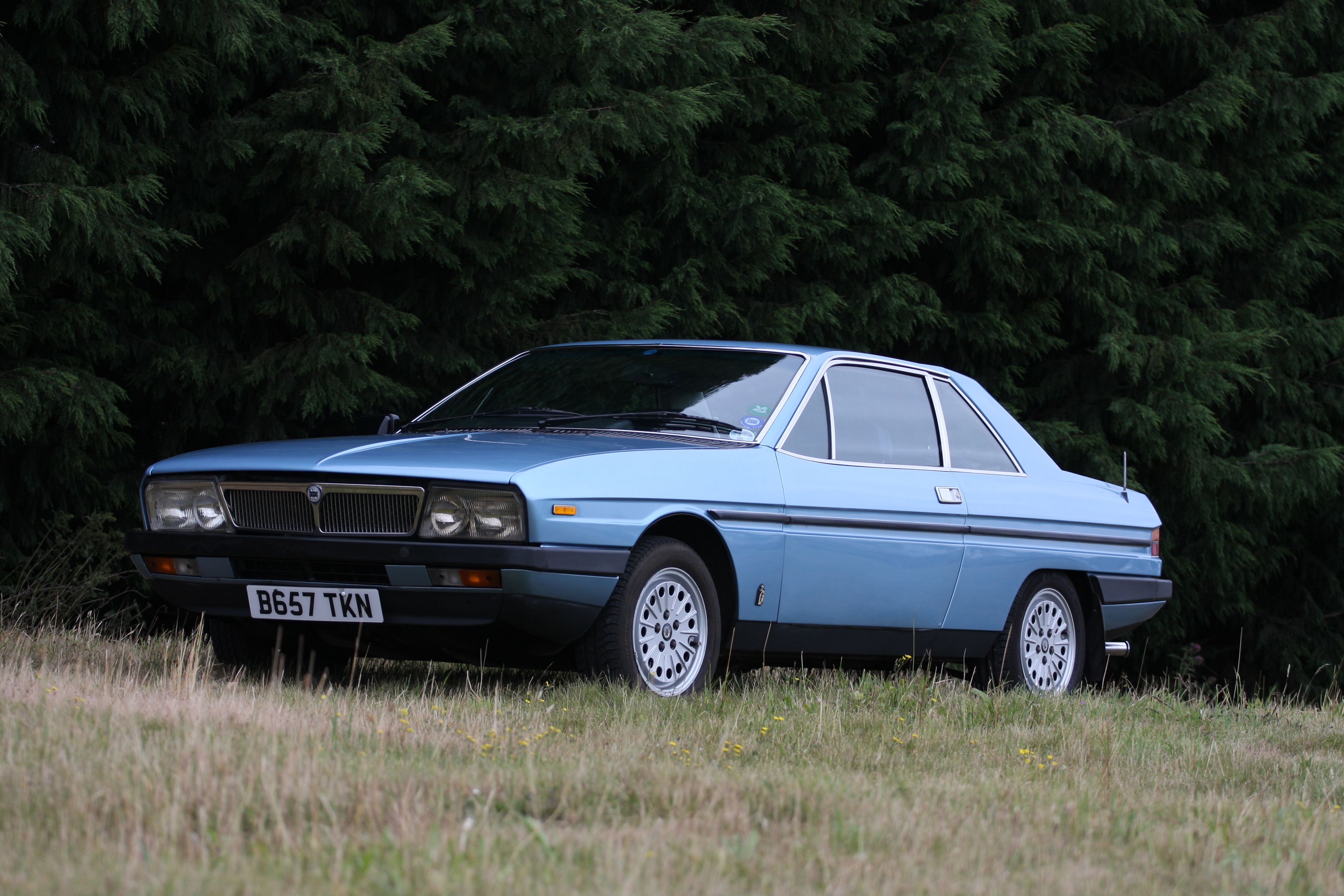
Lancia Gamma Coupé (1980–1984)
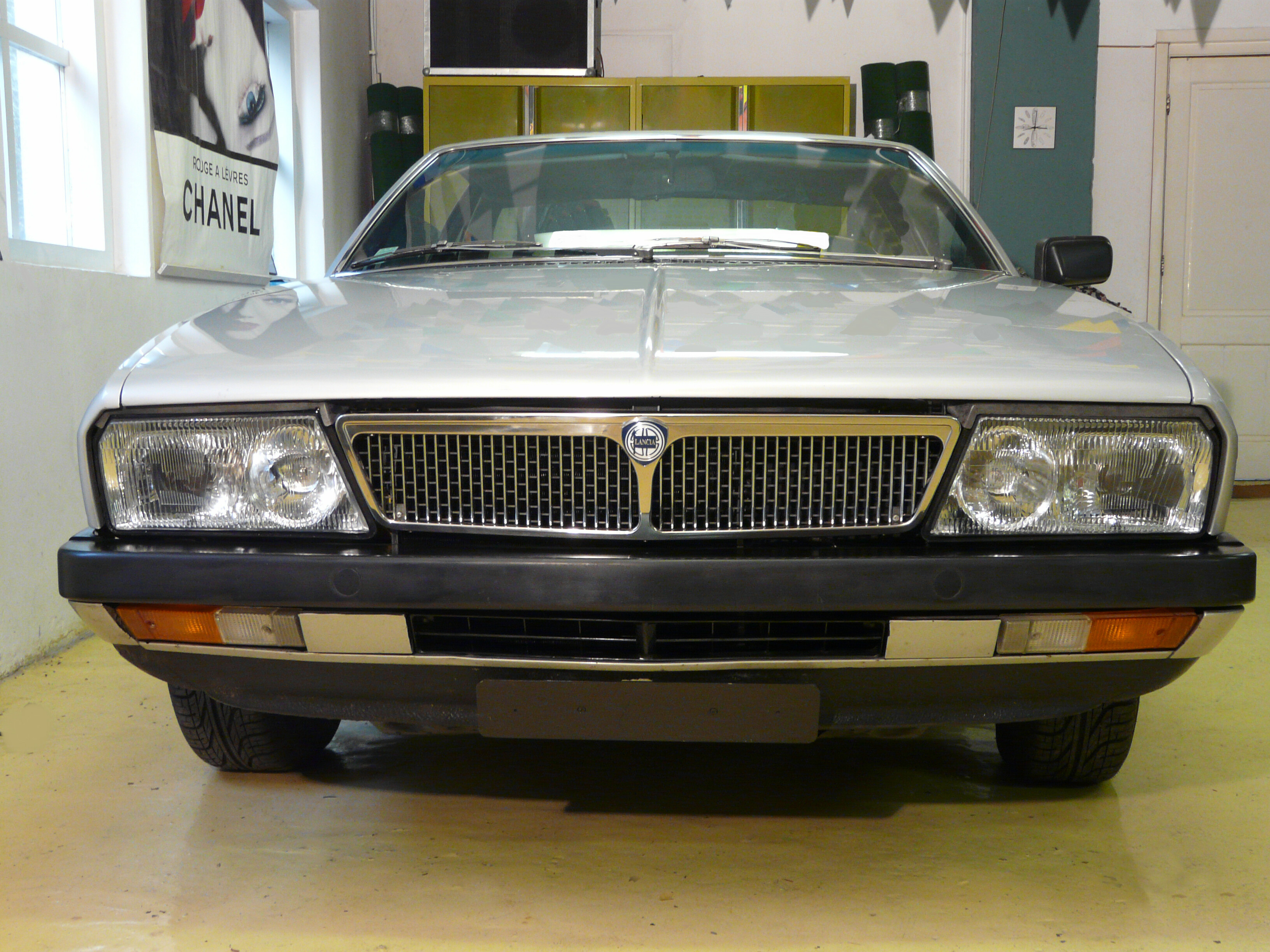
Gamma coupé FL 2500 IE
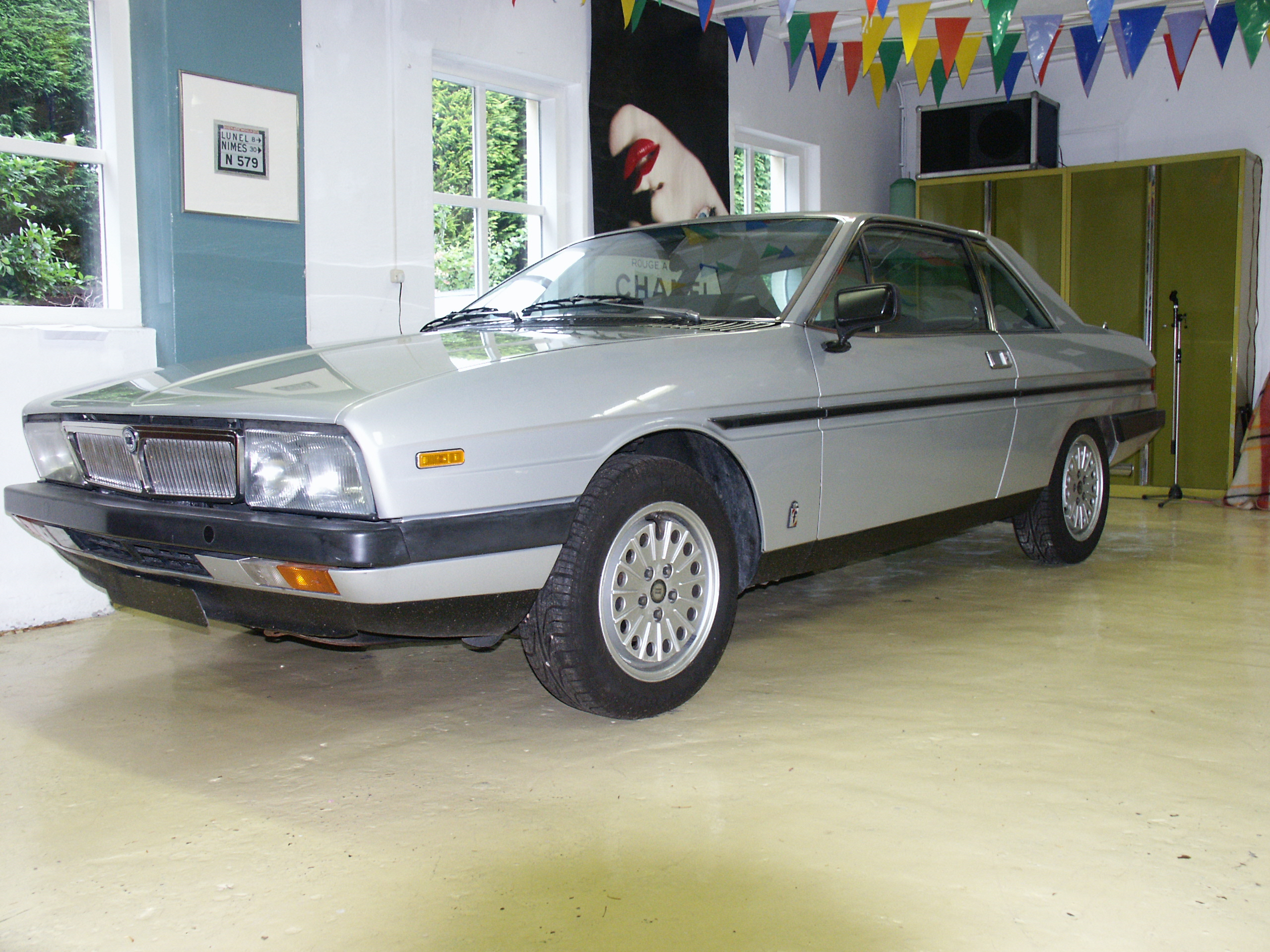
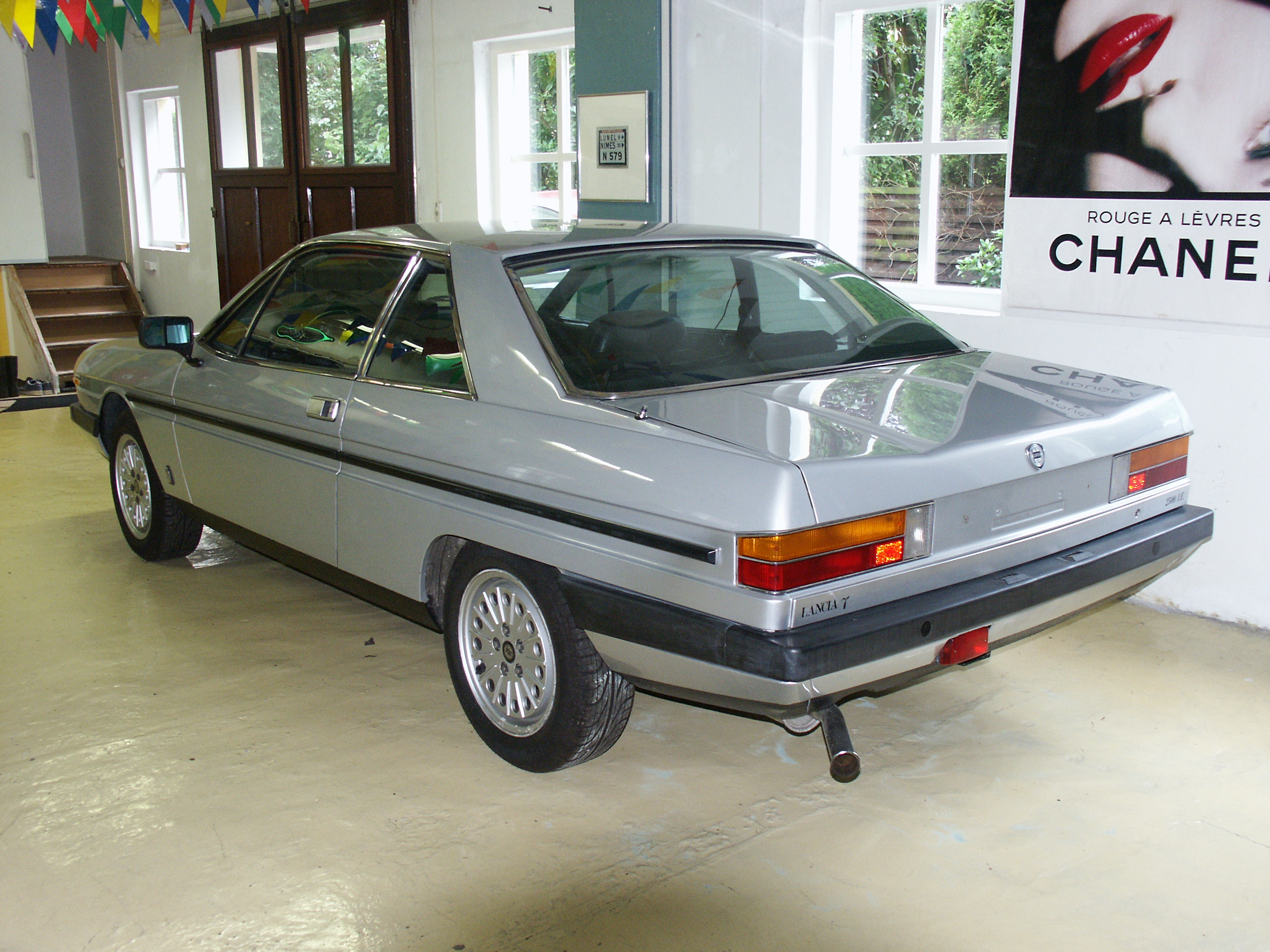

## Serienproduktion
Im Sommer 1984 wurde die Produktion der Gamma-Baureihe eingestellt. Insgesamt wurden 22.061 Exemplare produziert. Von der ersten Serie stellte Lancia 11.400 Limousinen und 4.300 Coupés her, von der zweiten entstanden noch einmal 3.872 Limousinen und 2.489 Coupés.
Heute, fast 40 Jahre nach Produktionseinstellung, spielt die Berlina auf dem Oldtimermarkt nahezu keine Rolle; das Coupé hingegen ist, bei steigendem Preisniveau, sehr gefragt.

## Prototypen und Sonderaufbauten
Zwischen 1978 und 1983 entstanden auf der Basis des Lancia Gamma mehrere Styling-Studien. Die meisten von ihnen beruhten auf dem Coupé-Design.

### Megagamma
Das erste Konzeptauto auf der Basis des Lancia Gamma war der 1978 vorgestellte Megagamma, ein fünftüriger Minivan von Giorgetto Giugiaro (Italdesign). Das Auto basierte auf der Bodengruppe der Gamma Berlina, war aber 20 cm kürzer und 30 cm höher als das Serienmodell. Der Wagen war am Platzbedarf einer fünfköpfigen Familie ausgerichtet. Giugiaro legte besonderen Wert auf praktische Details. Dazu gehörte eine hohe Sitzposition und eine verschiebbare Rücksitzbank. Mit dem Megagamma griff Giugiaro die Idee der später als Minivan bezeichneten Fahrzeugklasse auf, wie sie William Stout 1932 mit dem Stout Scarab und Fritz B. Busch, Michael Conrad und Pio Manzù mit dem Autonova Fam von 1965 vorweggenommen hatten. Eine Serienfertigung des Megagamma kam zwar nicht zustande; sein Konzept wurde einige Jahre später von japanischen, europäischen und amerikanischen Fahrzeugen kopiert. Er ist damit Vorläufer des Nissan Prairie, Chrysler Voyager oder Renault Espace. Der Megagamma wird als das wohl bedeutungsvollste Design der 1970er-Jahre angesehen. Giugiaro übertrug das Konzept später auf Kleinwagen. Sein Fiat Uno übernahm zahlreiche Konstruktionsmerkmale, die erstmals im Megagamma realisiert worden waren.

### Spider 2500 / Gamma Scala / Gamma Olgiata

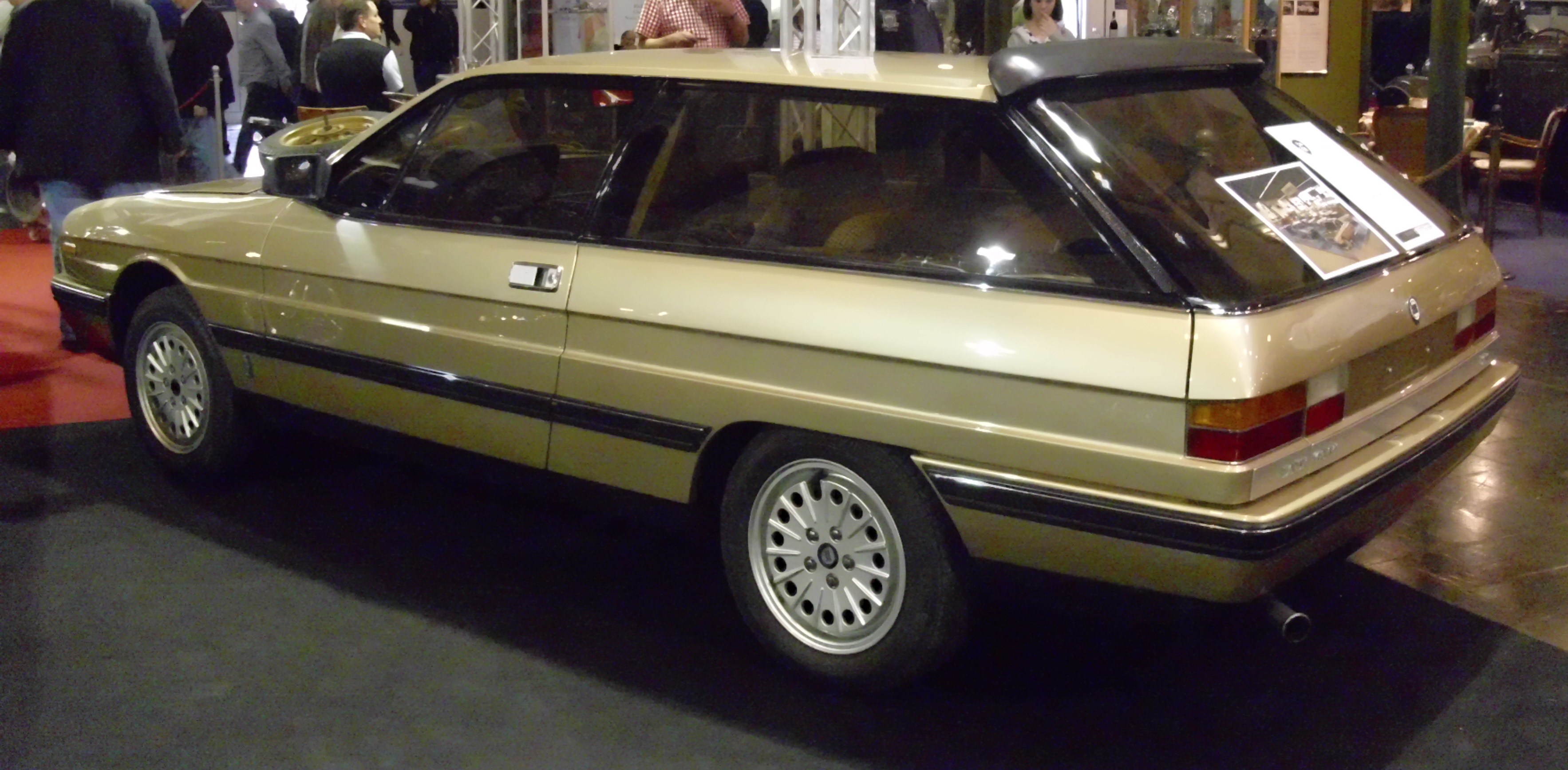
Shooting Brake von Pininfarina auf Basis der Coupé-Karosserie: Lancia Gamma Olgiata

Der 1978 vorgestellte Lancia Spider 2500 war eine von Pininfarina entwickelte Abwandlung des Lancia Gamma Coupé. Es war – anders als der Name andeutet – kein Vollcabriolet, sondern ein Coupé mit herausnehmbaren Dachteilen über dem Fahrer und dem Beifahrer. Das hintere Dachteil war mit der Windschutzscheibe durch einen breiten Mittelsteg verbunden. In der Literatur wird das Fahrzeug gelegentlich als „Spider T-Roof“ bezeichnet. Die Fenster der Seitentüren waren rahmenlos und die B-Säule war oberhalb der Gürtellinie entfernt worden. Der Spider blieb ein Einzelstück.
1980 präsentierte Pininfarina den Gamma Scala, eine viertürige Ausführung des Gamma Coupé. Das Fahrzeug hatte ein konventionelles Stufenheck und trug die gleichen attraktiven Linien wie Aldo Brovarones Coupé. Der Scala stand in der Tradition des Fiat 130 Opera, der seinerseits eine viertürige Ausführung des Fiat 130 Coupé gewesen war. Wie der Opera blieb auch der Scala ein Einzelstück. Das Fahrzeug existiert noch. Es steht seit etwa 2005 in Großbritannien.
1982 stellte Pininfarina eine weitere Ableitung des Gamma Coupé vor: den Gamma Olgiata, der einen dreitürigen Sportkombi im Stil eines Shooting Brake darstellte. Auch hier kam es nicht zu einer Serienproduktion.

## Konkurrenten
- Alfa Romeo Alfa 6
- BMW-5er-Reihe (BMW E12 und BMW E28)
- Citroën CX
- Mercedes-Benz Baureihe 123
- Peugeot 604

## Technische Daten
| Datenblatt Lancia Gamma              | Datenblatt Lancia Gamma | Datenblatt Lancia Gamma | Datenblatt Lancia Gamma |
|                                      | Gamma 2000 | Gamma 2500 | Gamma 2500 i. e. |
| ------------------------------------ | --- | --- | --- |
| Motor:                               | Vierzylinder-Boxermotor (Viertakt) Leichtmetall                                                                                       | Vierzylinder-Boxermotor (Viertakt) Leichtmetall                                                                                       | Vierzylinder-Boxermotor (Viertakt) Leichtmetall                                                                                       |
| Hubraum:                             | 1999 cm³ | 2484 cm³ | 2484 cm³ |
| Bohrung × Hub:                       | 91,5 × 76 mm | 102 × 76 mm | 102 × 76 mm |
| Leistung kW (PS) bei 1/min:          | 88 (120) bei 5500 | 103 (140) bei 5400 | 103 (140) bei 5400 |
| Drehmoment Nm bei 1/min:             | 172 bei 3500 | 208 bei 3000 | 208 bei 3000 |
| Verdichtung:                         | 9,0 :1 | 9,0 :1 | 9,0 :1 |
| Gemischaufbereitung:                 | Doppelfallstromvergaser Weber 38 ADLD/100                                                                                             | Doppelfallstromvergaser Weber 38 ADLD/100                                                                                             | Bosch LE-Jetronic |
| Ventilsteuerung:                     | Zwei obenliegende Nockenwellen | Zwei obenliegende Nockenwellen | Zwei obenliegende Nockenwellen |
| Kühlung:                             | Wasserkühlung | Wasserkühlung | Wasserkühlung |
| Getriebe:                            | Handgeschaltetes Fünfganggetriebe – Übersetzungen 3,462 / 2,105 / 1,548 / 1,129 / 09,21 : 1 (Achse 3,7:1) Wahlweise Automatikgetriebe | Handgeschaltetes Fünfganggetriebe – Übersetzungen 3,462 / 2,105 / 1,548 / 1,129 / 09,21 : 1 (Achse 3,7:1) Wahlweise Automatikgetriebe | Handgeschaltetes Fünfganggetriebe – Übersetzungen 3,462 / 2,105 / 1,548 / 1,129 / 09,21 : 1 (Achse 3,7:1) Wahlweise Automatikgetriebe |
| Radaufhängung vorn:                  | Einzelradaufhängung an MacPherson-Federbeinen und Dreieckslenkern, Stabilisator, Lenkrollradius nahe Null.                            | Einzelradaufhängung an MacPherson-Federbeinen und Dreieckslenkern, Stabilisator, Lenkrollradius nahe Null.                            | Einzelradaufhängung an MacPherson-Federbeinen und Dreieckslenkern, Stabilisator, Lenkrollradius nahe Null.                            |
| Radaufhängung hinten:                | Einzelradaufhängung an Federbeinen, Parallel-Querlenkern, Längslenkern (Camuffo-Achse), Stabilisator                                  | Einzelradaufhängung an Federbeinen, Parallel-Querlenkern, Längslenkern (Camuffo-Achse), Stabilisator                                  | Einzelradaufhängung an Federbeinen, Parallel-Querlenkern, Längslenkern (Camuffo-Achse), Stabilisator                                  |
| Bremsen:                             | Scheibenbremsen vorn (innenbelüftet) und hinten, Zweikreis-System, hinterer Kreis mit Bremskraftregler                                | Scheibenbremsen vorn (innenbelüftet) und hinten, Zweikreis-System, hinterer Kreis mit Bremskraftregler                                | Scheibenbremsen vorn (innenbelüftet) und hinten, Zweikreis-System, hinterer Kreis mit Bremskraftregler                                |
| Lenkung:                             | ZF-Zahnstangenlenkung mit Servounterstützung, Lenkrad 60 mm axial verstellbar, 3 Umdrehungen Anschlag zu Anschlag                     | ZF-Zahnstangenlenkung mit Servounterstützung, Lenkrad 60 mm axial verstellbar, 3 Umdrehungen Anschlag zu Anschlag                     | ZF-Zahnstangenlenkung mit Servounterstützung, Lenkrad 60 mm axial verstellbar, 3 Umdrehungen Anschlag zu Anschlag                     |
| Karosserie:                          | Selbsttragende Ganzstahlkarosserie Hilfsrahmen für die Antriebseinheit                                                                | Selbsttragende Ganzstahlkarosserie Hilfsrahmen für die Antriebseinheit                                                                | Selbsttragende Ganzstahlkarosserie Hilfsrahmen für die Antriebseinheit                                                                |
| Radstand:                            | Berlina: 2670 mm Coupé: 2555 mm | Berlina: 2670 mm Coupé: 2555 mm | Berlina: 2670 mm Coupé: 2555 mm |
| Abmessungen (Länge × Breite × Höhe): | Berlina: 4580 × 1730 × 1410 Coupé: 4480 × 1730 × 1330                                                                                 | Berlina: 4580 × 1730 × 1410 Coupé: 4480 × 1730 × 1330                                                                                 | Berlina: 4580 × 1730 × 1410 Coupé: 4480 × 1730 × 1330                                                                                 |
| Leergewicht:                         | Berlina: 1320 kg Coupé: 1270 kg | Berlina: 1320 kg Coupé: 1270 kg | Berlina: 1320 kg Coupé: 1270 kg |
| Höchstgeschwindigkeit:               | Berlina: 180 km/h Coupé: 185 km/h | Berlina: 190 km/h Coupé: 195 km/h | Berlina: 190 km/h Coupé: 195 km/h |
| Bauzeit                              | Berlina:03/1976–07/1982 Coupé: 01/1977–07/1983                                                                                        | Berlina:03/1976–07/1982 Coupé: 01/1977–07/1983                                                                                        | Berlina und Coupé: 01/1980–08/1984 |

## Belege
1. 1 2 3 4 5 6 7 8 9 10  Konstruktive Details vom Lancia Gamma. In: Werner Rixmann (Hrsg.): ATZ Automobiltechnische Zeitschrift. Nr. 1. Franckh’sche Verlagshandlung, Stuttgart Januar 1977, S. 27.
2. ↑  https://www.media.stellantis.com/de-de/lancia/press/neuer-lancia-gamma-wird-ab-2026-im-stellantis-werk-melfi-in-italien-gebaut
3. ↑  Oldtimer Markt, Heft 10/2004, S. 187.
4. ↑  Dieter Günther: Abgehoben. Modellgeschichte der Fiat 130 Limousine und des Fiat 130 Coupés. In: Oldtimer Markt, Heft 4/1995, S. 8 ff.
5. ↑  Einige Quellen gehen weiter und nehmen an, dass Fiat mit dem Abkommen die vollständige Übernahme Citroëns als Fernziel verband.Vgl. Oude Weernink: Lancia. S. 305.
6. ↑  Oude Weernink: Lancia. S. 305.
7. 1 2  Oldtimer Markt, Heft 10/2004, S. 188.
8. 1 2  Oude Weernink: Lancia. S. 307.
9. 1 2  Helmut Eicker: Außenseiter. Fahrbericht zum Lancia Gamma In: auto motor und sport Nr. 14, 1976, S. 56–57.
10. ↑  Mit Frontantrieb und Boxermotor. In: Kraftfahrzeugtechnik 1/1979, S. 23.
11. ↑  Vgl. Kaufberatung Lancia Gamma. In: Oldtimer Markt, Heft 4/1993.
12. ↑  Oldtimer Markt, Heft 10/2004, S. 190.
13. ↑  Die Antriebstechnik des Ausstellungsstücks war dem als „Landcrab“ bekannt gewordenen Austin 1800 entnommen. Vgl. Abbildung und Geschichte dieses Fahrzeugs auf der Internetseite www.landcrab.net (abgerufen am 25. Dezember 2011).
14. 1 2  Oldtimer Markt, Heft 10/2004, S. 189.
15. ↑  https://www.kulturgut-mobilitaet.de/aktuell/hist-mobilitaet/1407-autonova-fam
16. ↑  Kurzbeschreibung des Megagamma auf der Internetseite www.jyanet.com (abgerufen am 26. Dezember 2011).
17. ↑  Paolo Tumminelli: Car Design. 2004.
18. ↑  Abbildung des Lancia Megagamma (Seite nicht mehr abrufbar, festgestellt im April 2019. Suche in Webarchiven)  Info: Der Link wurde automatisch als defekt markiert. Bitte prüfe den Link gemäß Anleitung und entferne dann diesen Hinweis..
19. ↑  Amtmann, Schrader: Italienische Sportwagen. S. 270.
20. ↑  Abbildung des Lancia Gamma Scala.
21. ↑  Die technischen Daten wurden den Autokatalogen Nr. 22 (1978/79) und Nr. 25 (1981/82) entnommen.
22. ↑  Paul Schinhofen: Lancia - Innovation und Faszination; 100 bewegte Jahre. Heel Verlag, Königswinter 2006. ISBN 978-3-89880-649-7. S. 86, 88.